# Трибуна на Апостол Павел
Трибуната на Апостол Павел (на гръцки: Βήμα Αποστόλου Παύλου) е християнски религиозен паметник в южномакедонския град Бер (Верия), Егейска Македония, Гърция.

## Описание
Паметникът е разположен на няколко метра от централния площад на града „Орологос“ (Рактиван), място, което в Ι век е било извън градските стени, близо до тях. Там са запазени няколко римски плочи от I век сл. Хр., върху които традиционно се смята, че е стоял Апостол Павел, когато е проповядвал на берчани. Паметникът е изграден от камък и е украсен с три впечатляващи мозайки и статуя на Апостол Павел, дар от Московската патриаршия и Руската академия на изкуствата. Мястото е обект на поклоннически туризъм.